# Pioenpark
Het Pioenpark  is een klein park in het oosten van de stad Groningen. Het ligt tussen de Oliemuldersweg en de Pioenstraat in de Oosterparkwijk. 
Het parkje uit de jaren vijftig van de 20e eeuw, dankt, net als het Molukkenplantsoen, zijn bestaan aan het uitbreidingsplan van Berlage van voor de Tweede Wereldoorlog. In dat plan was op de plaats van het park een ringweg voorzien. Direct na de oorlog werd in sneltreinvaart de Florabuurt gebouwd in de strijd tegen de woningnood. Daarbij werd in veel grotere concentraties gebouwd dan in het uitbreidingsplan was voorzien. Het idee van de ringweg bleef echter gehandhaafd waardoor het park onbebouwd bleef. De ringweg werd uiteindelijk veel verder naar het oosten aangelegd. Het park is aangewezen als gemeentelijk monument.
Vlak bij het Pioenpark ligt het Oosterpark.

Bevrijdingsbos ·
Coendersborg ·
Eelderbaan ·
Groene Long Beijum ·
Groenestein ·
Kardinge ·
Lewenborg ·
Meerstad ·
Molukkenplantsoen ·
Noorderplantsoen ·
Oosterpark ·
Oude Hortus ·
Oosterpoort ·
Piccardthof ·
Piccardthofplas ·
Pioenpark ·
Prinsentuin ·
Roege Bos ·
Selwerd ·
Stadspark ·
Sterrebos ·
Westpark ·
Zuiderplantsoen